# 燈塔 (電影)
《燈塔》（英語：The Lighthouse）是一部2019年美國和加拿大合拍的黑白奇幻恐怖片，由羅柏·艾格斯執導並與弟弟麥斯·艾格斯（Max Eggers）共同撰寫劇本，故事靈感取自1801年發生的斯莫爾斯燈塔事故。該片由威廉·達佛和羅伯·派汀森主演。
該片最先於2019年5月19日在第72屆坎城影展上舉行全球首映，後於2019年10月18日由A24排定在美國上映。《燈塔》獲得了外界的普遍讚譽，除了達佛及派汀森的演技外，影評人還稱讚了電影的劇情和技術層面。

## 劇情
兩名燈塔看守者因對孤獨的恐懼和緊張而逐漸失去理智，加上來自噩夢的威脅而開始做出怪異的舉動。

## 演員
- 威廉·達佛飾演湯瑪士·華克（Thomas Wake）
- 羅伯·派汀森飾演艾夫瑞姆·溫斯洛（Ephraim Winslow）
- 瓦萊里亞·卡拉曼（Valeriia Karaman）飾演美人魚（The Mermaid）

## 製作
2018年2月，宣布威廉·達佛將出演由羅柏·艾格斯執導的電影《燈塔》，艾格斯也與弟弟弟麥斯（Max）共同撰寫劇本，而尤里·亨利（Youree Henley）、勞倫索·聖安納（Lourenço Sant' Anna）、羅德里戈·塔克薛拉（Rodrigo Teixeira）和傑·馮·霍伊（Jay Van Hoy）將分別透過旗下的、摄政企业與來製作該片，且他們也都將電影的擔任製片人。其美國發行權由A24取得，而環球影業和焦點影業則將負責國際市場的發行。同月，羅伯·派汀森加入了演出陣容。
主要拍攝於2018年4月9日開始進行。攝製地點包括加拿大新斯科細亞省雅茅斯縣的佛祖角之萊夫·埃里克松公園（Leif Ericson Park），以及雅茅斯機場。剪輯師露易絲·福特（Louise Ford）透露，該片使以35毫米的黑白膠片所拍攝。

## 發行
《燈塔》最先於2019年5月19日在第72屆坎城影展的導演雙週單元上舉行全球首映。該片還於2019年9月7日在第44屆多倫多國際影展上放映。該片在美國由A24發行，而國際市場的發行則由焦點影業負責。《燈塔》在美國於2019年10月18日上映。

## 迴響

### 評價
爛番茄基於385條評論，持有90%新鮮度，平均得分為8/10。Metacritic基於52位評論家，得分為83分，表明“普遍好評”。 評論家的共識是：“一個扣人心弦的故事，由一對強大的表演精彩地拍攝和執導，《燈塔》進一步確立了羅柏·艾格斯作為才華洋溢的電影導演之地位。” 

### 票房
《燈塔》在美國的總票房為10,867,104美元，在其他地區收穫$7,466,107美元，全球總票房為18,333,211美元。 
在10月18日有限的首映週末，這部電影在八間影院的票房收入為419,764美元，每個場館的平均票房為52,471美元。在第二個週末，這部電影擴展到 586間影院，總票房為375萬美元，票房排名第八。 接下來的週末，這部電影擴大到978家影院，下跌34.7%至200萬美元，排名第13。

## 外部連結
- 互联网电影数据库（IMDb）上《燈塔》的资料（英文）
- 爛番茄上《燈塔》的資料（英文）
- 豆瓣电影上《燈塔》的資料 （简体中文）